# Amahl and the Night Visitors
Personnages
- Amahl (rôle-titre), garçon - soprano
- La mère, soprano
- Roi Caspar, tenor
- Roi Melchoir, baryton
- Roi Balthazar, basse
- La Page, basse
- Trois Bergers Dansants'

| Vidéo externe | |
|               | Vous pouvez regarder la première diffusion de l'opéra de Gian Carlo Menotti Amahl and the Night Visitors en 1951 ici(en) |

Amahl and the Night Visitors est un opéra en un acte de Gian Carlo Menotti avec un livret en anglais du compositeur. Il a été commandé par la NBC et joué pour la première fois le 24 décembre 1951 au NBC Opera Theatre à New York, au studio 8H de la NBC du Rockefeller Center où il a été télédiffusé comme le début du Hallmark Hall of Fame. C'était le premier opéra à être composé exclusivement pour la télévision aux États-Unis (réalisé par Kirk Browning). Les danseurs de ballet Nicholas Magallanes et Glen Tetley sont apparus dans la première de l'opéra jouant le rôle du Bergers Dansants ,,
Menotti reçut sa commande de Peter Herman Adler, directeur de la NBC, pour le premier opéra pour la télévision. Menotti a été inspiré par L'Adoration des mages de Jérôme Bosch (v.1450-1516) exposée au Met à New York. Comme la partition n'était pas finie, Samuel Barber, le compagnon de Menotti a été amené à compléter l'orchestration. Le rôle d'Amahl devait être joué par un garçon. Amahl a été diffusé par les 35 télévisions affiliées à NBC : 5 millions de spectateurs virent donc le spectacle en direct, la plus grande audience à assister à un opéra à la télévision.

## Rôle
| Rôle                   | Type de voix             | Premiere Cast, 24 décembre 1951 (Chef d'orchestre: Thomas Schippers) |
| ---------------------- | ------------------------ | -------------------------------------------------------------------- |
| Amahl                  | garçon - soprano         | Chet Allen                                                           |
| La Mère                | soprano ou mezzo-soprano | Rosemary Kuhlmann                                                    |
| Roi Caspar             | tenor                    | Andrew McKinley                                                      |
| Roi Melchior           | baryton                  | David Aiken                                                          |
| Roi Balthazar          | basse                    | Leon Lishner                                                         |
| La Page                | basse                    | Francis Monachino                                                    |
| Danse des Bergers      |                          | Melissa Hayden; Glen Tetley; Nicholas Magallanes                     |
| Bergers et Villageois' |                          |                                                                      |